# World Scout Moot
Il World Rover Moot (in seguito chiamato anche World Moot e poi  World Scout Moot) è un incontro internazionale di scout, principalmente rover (18-26 anni), ma in origine anche più anziani. Il Moot è organizzato dall'Organizzazione Mondiale del Movimento Scout, che organizza anche il Jamboree mondiale, riservato agli scout (14-17 anni). 
Ogni anno si tengono anche svariati moot nazionali.

## Storia
Il primo Moot si tenne al Centro Scout Internazionale di Kandersteg nel 1931; da allora il Moot si tiene ogni 4 anni. Tuttavia, il Moot come evento unico fu rimpiazzato da un "Anno Moot" ogni quattro anni, nel periodo tra il 1965 e il 1982. In questo anno Moot venivano organizzati numerosi eventi in tutti i continenti, al fine di aumentarne l'accessibilità ai rover. Dopo un periodo di crisi negli anni 80 l'unicità e la cadenza quadriennale sono riprese regolarmente dal nono Moot, tenuto anch'esso a Kandersteg nel 1992. 

## Nome
La parola Moot deriva da un antico termine anglosassone per riunione (meeting, in inglese), nel senso dell'occasione in cui si sollevano argomenti per la discussione. 
In origine il nome ufficiale era World Rover Moot; poiché in molte organizzazioni nazionali il termine Rover era caduto in disuso, dal 1992 fu mutato in World Moot e infine dal 2000 in World Scout Moot. 
Altri eventi scout internazionali per gli adulti (solitamente fino a 26 anni) hanno mantenuto il termine Rover. Un esempio è Roverway, un evento che ha avuto luogo per la prima volta in Portogallo nel 2003. 

## Elenco dei Moot
| Anno    | Numero                | Località                      | Partecipanti | Paesi | Tema    | Sito web                    |
| ------- | --------------------- | ----------------------------- | ------------ | ----- | ------- | --------------------------- |
| 1931    | 1st World Rover Moot  | Kandersteg, Svizzera          | 3.000        | 20    |         | -                           |
| 1935    | 2nd World Rover Moot  | Ingarö, Svezia                | 3.000        | 26    |         | -                           |
| 1939    | 3rd World Rover Moot  | Monzie, Scozia                | 3.500        | 42    |         | -                           |
| 1949    | 4th World Rover Moot  | Skjåk, Norvegia               | 2.500        | 40    |         | -                           |
| 1953    | 5th World Rover Moot  | Kandersteg, Svizzera          | 3.300        | 38    |         | -                           |
| 1957    | 6th World Rover Moot  | Sutton Coldfield, Regno Unito | 3.500        | 61    |         | -                           |
| 1961    | 7th World Rover Moot  | Melbourne, Australia          | 969          | 15    |         | -                           |
| 1965-66 | Moot Year             | 10 eventi                     | 3.599        |       |         | -                           |
| 1969-70 | Moot Year             | 26 eventi                     | 7.250        |       |         | -                           |
| 1973-74 | Moot Year             | 22 eventi                     | 11.000       |       |         | -                           |
| 1977-78 | Moot Year             | 23 eventi                     | 14.560       |       |         | -                           |
| 1981-82 | Moot Year             | 31 eventi                     | 22.380       |       |         | -                           |
| 1990-91 | 8th Rover Moot        | Melbourne, Australia          | 1.000        | 36    |         | -                           |
| 1992    | 9th World Moot        | Kandersteg, Svizzera          | 1.400        | 52    |         | -                           |
| 1996    | 10th World Moot       | Ransberg, Svezia              | 2.608        | 78    |         |                             |
| 2000    | 11th World Scout Moot | Messico                       | 5.000        | 71    |         | -                           |
| 2004    | 12th World Scout Moot | Hualien, Taiwan               | 2.500        | 85    |         | [ collegamento interrotto ] |
| 2010    | 13th World Scout Moot | Kenya                         | 1924         | 66    |         | [ 1 ]                       |
| 2013    | 14th World Scout Moot | Awacamenj Mino, Canada        | 2000         | 83    |         |                             |
| 2017    | 15th World Scout Moot | Islanda                       |              |       | Change  |                             |
| 2025    | 16th World Scout Moot | Portogallo                    | 7.500        | 120   | Engaged |                             |